# Softwarerecht (Deutschland)
Als Softwarerecht bezeichnet man das Teilgebiet des IT-Rechts, in dem es um fachspezifische materiell-rechtliche und prozessuale Fragestellungen im Zusammenhang mit Software, insbesondere deren Erstellung, Nutzung und Lizenzierung geht. 

## Recht der Softwareerstellung
Eine Besonderheit im Softwarerecht ist, dass die technische Umsetzbarkeit von größeren Projekten vor Projektbeginn oft nicht absehbar ist. Die Parteien einigen sich daher regelmäßig auf ein Änderungsverfahren, über das Leistungspflichten noch während der Vertragslaufzeit modifiziert werden können. Hierfür hat sich das Change Request-Verfahren etabliert.

## Recht der Softwareüberlassung
Soweit der Gesetzgeber für Software noch keine speziellen Regelungen geschaffen hat, werden die altbewährten Regeln auf Software angewendet. 

### Sacheigenschaft von Software
Der Bundesgerichtshof hat erstmals 1987 geklärt, dass Software als Sache im Sinne von § 90 BGB zu qualifizieren ist. Diese Rechtsprechung besteht bis heute fort, so dass keine praxisrelevanten Besonderheiten mehr für die Anwendbarkeit deutschen Rechts bestehen. 

### Vertragstypen bei Softwareüberlassung
In der Praxis werden Softwareüberlassungsverträge ihrem Schwerpunkt nach einem gesetzlich geregelten Vertragstyp insbesondere Kaufvertrag, Werkvertrag, Miete klassifiziert und dann insgesamt nach den entsprechenden Regelungen des deutschen Schuldrechts bewertet. Die Wahl des Vertragstyps hat Auswirkungen auf die Bewertung von Leistungspflichten und Schadensersatz bei Leistungsmängeln, wobei die Auswahl eines bestimmten Vertragstyps nicht durch eine ausdrückliche Bezeichnung, wohl aber durch die Wahl eines entsprechenden Vertragsinhalts erreicht werden kann.

## Urheberrechtsschutz für Software
Nach § 2 Abs. 1 Nr. 1 UrhG und  § 69a Abs. 1 UrhG sind Computerprogramme einschließlich des Entwurfsmaterials schutzfähige Werkarten im Sinne des Urheberrechtsgesetzes. Im 8. Abschnitt des Urheberrechtsgesetz (§§ 69a ff. UrhG) sind besondere Bestimmungen für Computerprogramme geregelt. Der urheberrechtliche Schutz von Software erstreckt sich nicht auf die Funktion (=Idee) von Software, sondern auf deren konkrete programmiertechnische Umsetzung. Das Urheberrecht erstreckt sich nach § 69e UrhG auch auf die Dekompilierung. Software ist also eine Werkart, die bezogen auf das was Urheberrechtsschutz genießt, versteckt weitergegeben werden kann. Daneben sind nach § 4 Abs. 2 UrhG auch Datenbankwerke schutzfähig, wobei dem Datenbankhersteller ein in §§ 87a ff. UrhG ausgestaltetes Leistungsschutzrecht zusteht.

### Prozessuale Besonderheiten
Der Nachweis einer Urheberrechtsverstoßes kann erst nach Offenlegung des Quelltextes geführt werden. Nach § 101a UrhG kann ein Recht auf Besichtigung des Quellcodes bestehen. Eine Offenlegung von Quelltext kann in einem  selbständigen Beweisverfahren oder über die Beweisaufnahme in einer Klage erreicht werden. Die Bewertung des offen gelegten Quelltextes erfolgt regelmäßig durch Sachverständige/Datengutachter. Um die Rechte des Verwenders zu wahren, kann das Gericht nach § 174 Abs. 3 GVG beschließen, dass die Öffentlichkeit ausgeschlossen wird (sogenannter Geheimhaltungsprozess).

## Softwarepatente
Software kann unter bestimmten Voraussetzungen patentierbar sein.